# Уйгурски език
Уйгурският език (самоназвание: ئۇيغۇر تىلى ,ئۇيغۇرچە) е тюркски език, говорен от уйгурите в Средна Азия. Той е официален език в Синдзян-уйгурския автономен регион в Китай и се използва широко както в обществото, така и в институциите в региона. Използва се и като лингва франка от други етнически малцинства в Синдзян.
Изписва се чрез модифицирана арабска писменост, която е най-разпространен и единствен стандарт в Китай, макар понякога да са използват и кирилица или латиница (например за исторически цели). Азбуката му съдържа 32 букви.

## История
Староуйгурският език е всъщност древнотюркски език, говорен от 9 до 13 век в източен Туркестан. На по-късен етап уйгурският език изпитва силното влияние на чагатайския език от карлукската група. Различава се от староуйгурския език най-вече по големия брой персийски заемки. Сегашната книжовна форма на езика се е образувала през 19 век въз основа на говорите в района на Кашгар. В днешно време има силно влияние от китайския мандарин.

## Фонетични особености
Както повечето тюркски езици, уйгурският притежава вокална хармония. Различават се освен това кратки и дълги гласни звукове, които се подчиняват на различни фонетични правила.
Характерни особености са:
- редукция на гласните в началната отворена сричка: [а] > [e] пред /ɯ/ и /i/: турски /al-Iŋ/: уйгурски /eliŋ/,
- изпадане на звука „р“ в края на сричката както в английски: Uyghurlar [ʔʊɪ'ʁʊːlaː] ‘уйгури’.